# シン・エリバム
シン・エリバム（Sin-Eribam）は、古代メソポタミアの都市国家・ラルサの王。

## 略歴
低年代説によると、シン・エリバムは紀元前1778年頃から紀元前1776年頃までの2年間、アムル人の都市国家ラルサを支配していた
。
子のシン・イキシャムが継承者となった。